# Crenarchaeota
Embranchement
Synonymes
- Eocyta

Classification phylogénétique
- Règne : Archaea
  - Phylum : Crenarchaeota
    - Classe : Thermoprotei

  - Phylum : Euryarchaeota
    - Classe : Archaeoglobi
    - Classe : Halobacteria
    - Classe : Methanobacteria
    - Classe : Methanococci
    - Classe : Methanomicrobia
    - Classe : Methanopyri
    - Classe : Nanohaloarchaea
    - Classe : Thermoplasmata
    - Classe : Thermococci
    - Incertae sedis : ARMAN

  - Phylum : Korarchaeota
    - Genre : Ca. Korarchaeum

  - Phylum : Nanoarchaeota
    - Genre : Nanoarchaeum

  - Phylum : Thaumarchaeota
    - Ordre : Cenarchaeales
    - Ordre : Nitrosopumilales
    - Ordre : Nitrososphaerales

Les Crenarchaeota, ou crénarchées, sont un embranchement (phylum) d'archées. Elles avaient d'abord été considérées comme des microorganismes extrémophiles, toutes les cellules cultivées jusqu'à récemment étant thermophiles, voire hyperthermophiles, Pyrolobus fumarii étant capable de se développer dans une eau à 113 °C, mais elles pourraient en fait constituer le phylum d'archées le plus abondant en milieu marin. Elles ont été distinguées des autres archées sur la base de leur séquence d'ARN ribosomique, mais d'autres caractéristiques biochimiques ont appuyé cette distinction, notamment l'absence d'histones dans leur matériel génétique, bien que certaines d'entre elles se sont révélées posséder malgré tout des histones.
Les Crenarchaeota cultivées comptent de nombreuses espèces anaérobies obligatoires qui exigent du soufre pour leur développement, comme le genre Sulfolobus, ainsi que des espèces thermophiles telles que les genres Sulfolobus, Pyrodictium, Thermoproteus ou encore Pyrolobus. On les trouve dans les sources chaudes soufrées telles que celles du parc national de Yellowstone.

## Liste des classes et non-classés
Selon ITIS (22 novembre 2021.) :
- classe Aigarchaeota
- classe Korarchaeota
- classe Thaumarchaeota
- classe Thermoprotei

Selon NCBI (22 novembre 2021.) :
- classe Thermoprotei Crenarchaeota Cavalier-Smith 2002
- non-classé Crenarchaeota incertae sedis

Selon World Register of Marine Species (22 novembre 2021.) :
- classe Thermoprotei Reysenbach, 2002